# Buddusò
Buddusò é uma comuna italiana da região da Sardenha, província de Sassari, com cerca de 4.142 habitantes. Estende-se por uma área de 218 km², tendo uma densidade populacional de 19 hab/km². Faz fronteira com Alà dei Sardi, Bitti (NU), Oschiri, Osidda (NU), Pattada.

## Demografia
| Variação demográfica do município entre 1861 e 2011                               |
|                                                                                   |
| Fonte: Istituto Nazionale di Statistica (ISTAT) - Elaboração gráfica da Wikipedia |